# Kleinaitingen

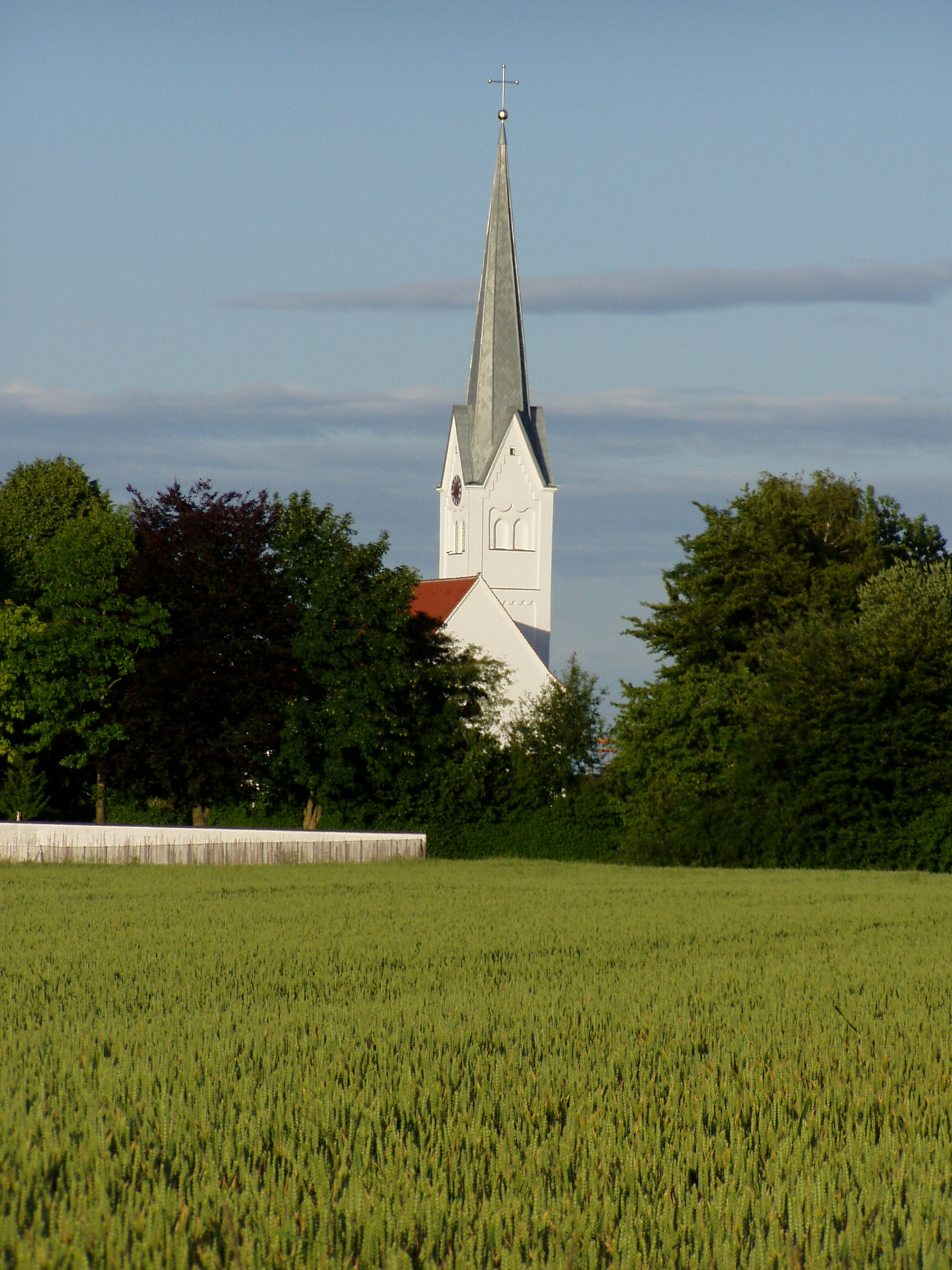
Pfarrkirche Kleinaitingen

Kleinaitingen (ugs. Kloioidinga) ist eine Gemeinde im schwäbischen Landkreis Augsburg.

## Geographie

### Lage
Kleinaitingen liegt südlich von Augsburg im Lechfeld.

### Gemeindeteile
Die Gemeinde hat drei Gemeindeteile (in Klammern ist der Siedlungstyp angegeben):
- Kleinaitingen (Pfarrdorf)
- Gutshof Lechfeld (Siedlung)
- Lechfeld Nord mit Handtuchwald und Ulrich-Kaserne (Siedlung)

## Geschichte
Kleinaitingen hat sich wohl vor 900 als Schwester-Siedlung von Großaitingen entwickelt.
Der Ort gehörte bis zum Reichsdeputationshauptschluss 1803 zum Domkapitel Augsburg. 1806 kam Kleinaitingen an das Königreich Bayern. Hans Leupold, eine der bedeutenden Täuferpersönlichkeiten, wuchs hier auf.

### Einwohnerentwicklung
Zwischen 1988 und 2018 wuchs die Gemeinde von 886 auf 1312 um 426 Einwohner bzw. um 48,1 %.

## Politik und Öffentliche Verwaltung
Die Gemeinde ist Mitglied der Verwaltungsgemeinschaft Großaitingen.

### Gemeinderat
Der Gemeinderat von Kleinaitingen setzt sich aus zwölf Mitgliedern zusammen. Die Kommunalwahl am 15. März 2020 brachte folgendes Ergebnis:
- Freie Wählervereinigung Kleinaitingen: 7 Sitze (57,3 %)
- CSU/Unabhängige Wähler: 5 Sitze (42,7 %)

### Bürgermeister
Rupert Fiehl (CSU/UW) wurde am 16. März 2014 im ersten Wahlgang mit 87,20 % der abgegebenen Stimmen zum Ersten Bürgermeister gewählt und am 15. März 2020 mit 58,8 % der Stimmen wieder gewählt. Er ist der Nachfolger des seit 1990 amtierenden Franz Schäfer (CSU/UW).

### Wappen
| Wappen Gde. Kleinaitingen | Blasonierung: „In Rot ein goldener Reichsapfel mit Kreuz.“ |
| Wappen Gde. Kleinaitingen | Wappenbegründung: Um 1800 entstand ein Siegel mit der Umschrift Gemeinde Kleinaeitingen (!). Es zeigt den Reichsapfel im Schild. Der Augsburger Fürstbischof Clemens Wenzeslaus (1739 bis 1812) forderte die großen Orte an der sogenannten Hochstraße dazu auf, Grenzsteine, Grenzpfähle, Weidesäulen und gemeindliche Gerätschaften wie Feuerlöschgeräte mit einem Abzeichen zu versehen. Kleinaitingen orientierte sich ebenso wie Großaitingen an dem Hauptort Schwabmünchen und übernahm den Reichsapfel aus dessen Wappenbild. Das Reichsheroldenamt wünschte eine Änderung, und zwar in Blau einen rechts silbernen, links goldenen Sparren, in dessen Winkel eine goldene Weltkugel steht. Das Staatsministerium des Innern verfügte, dass der Ort entgegen dem Gutachten des Reichsheroldenamtes sein altes Hoheitszeichen unverändert weiterführen durfte. Das neuere Dienstsiegel von 1903 gibt durch die Schraffur fälschlich einen silbernen Reichsapfel in Blau als Wappen an. Die Farben des heutigen Gemeindewappens Rot und Gold sollen die frühere Zugehörigkeit des Ortes zum Hochstift Augsburg darstellen. Der Reichsapfel wurde auch als oströmisches Zeichen des Mars gedeutet. Dieses Wappen wird seit 1837 geführt. |

## Bundeswehr
Kleinaitingen ist Standort der Bundeswehr. In der Ulrich-Kaserne sind unter anderem das Zentrum Elektronischer Kampf Fliegende Waffensysteme (ZEK FlgWaSys), die Fachschule der Bundeswehr für Informationstechnik (FSBwIT), das Kraftfahrausbildungszentrum Kleinaitingen (KfAusbZentr Kleinaitingen) und der Regionalstab Territoriale Aufgaben der Bundeswehr Süd (RegStTerrAufg Süd) untergebracht.